# Пантелеймон Шпилька
Пантелеймон Шпилька (20 жовтня 1883 — 5 березня 1950) — український греко-католицький священник, провідник Команчанської (Східно-Лемківської) Республіки.

## Біографія
Народився в с. Дмитровичі Мостиського повіту в селянській родині, закінчив гімназію в Перемишлі.
Про дитинство і юність Пантелеймона Шпильки майже нічого не відомо. Історик М. Дронов повідомляє, що П. Шпилька був «східним галичанином, але не лемком за походженням». Він закінчив Духовну Семінарію у Перемишлі та був висвяченим на священника владикою Костянтином (Чеховичем) 15 березня 1910 року.

### Команчанська Республіка

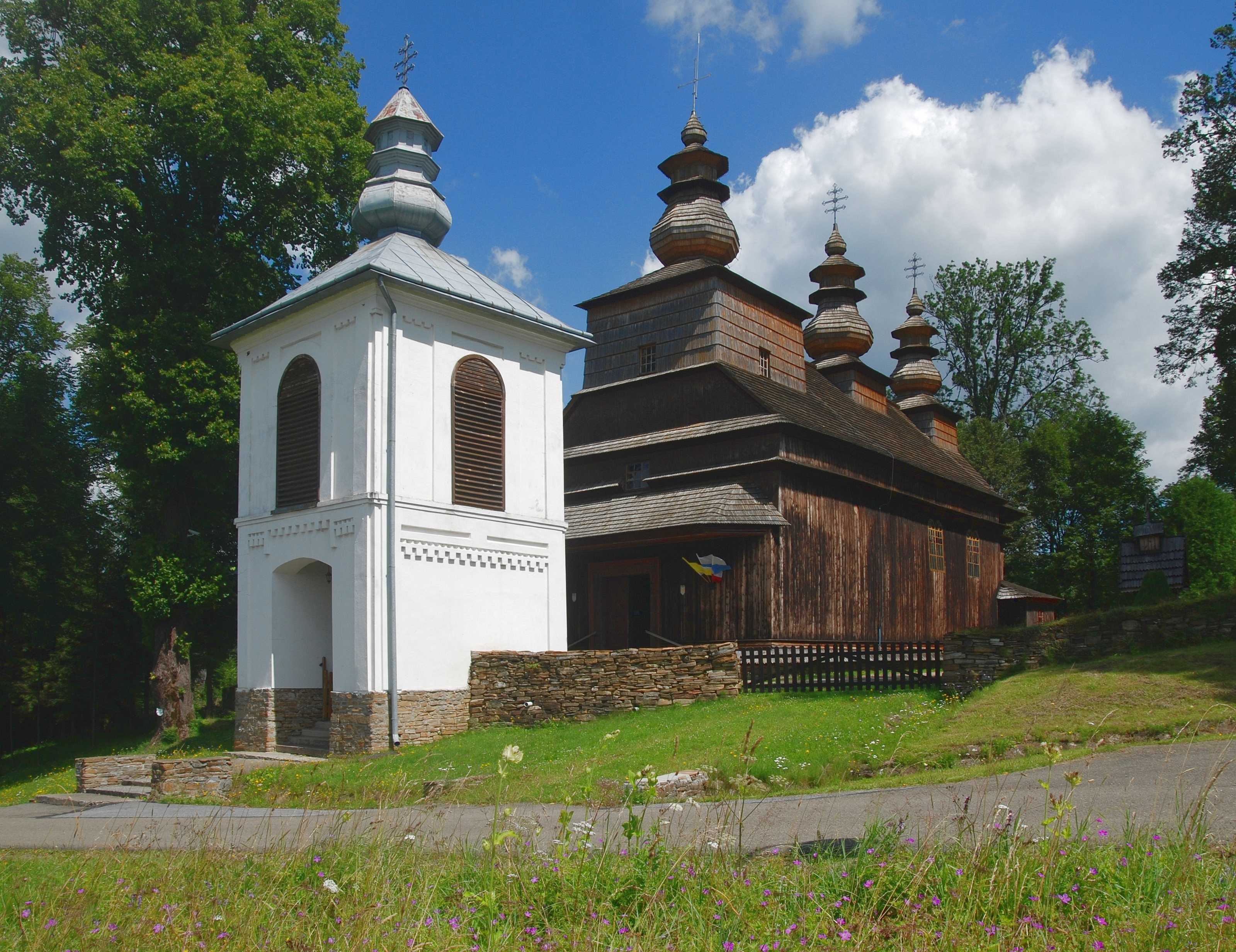
Греко-католицька церква св. Онуфрія у Висліку Великому

На час утворення Команчанської Республіки Пантелеймон Шпилька мав 35 років і був парохом села Вислок Вижній (Вислік Горішній) на Лемківщині (тепер це частина с. Вислік Великий Сяноцького повіту Підкарпатського воєводства у Польщі).
3 листопада 1918 року, після Листопадового чину і проголошення ЗУНР, у селі почався народний рух, організований Шпилькою. За підтримки греко-католицького пароха сусіднього села Вислока Нижнього о. Михайла Теслі він скликав збори мешканців обох сіл. Учасникам зборів було запропоновано підтримати Листопадовий чин у Львові й пристати на бік Української Національної Ради. 4 листопада 1918 на народне віче до Вислока Вижнього прибуло понад 70 делегатів з навколишніх сіл. Делегати прийняли ухвалу, якою запропонували:

| "1. Утворити Повітову Українську Національну Раду та Повітовий Комісаріат з осідком у селі Вислок Вижній […] 3. Сформувати Головну Управу Повітової Української Національної Ради, призначивши її головою о. Пантелеймона Шпильку". |
Того ж 4 листопада П. Шпилька сформував Головну Управу Ради, до складу якої увійшов, серед інших, і його брат — теолог Теодор Шпилька.
Для роботи Управи Пантелеймон Шпилька надав власний будинок, у якому вирішувалися більшість урядових справ.
У наступні місяці П. Шпилька подорожував Європою (Угорщина, Словаччина), намагаючись залучити військові та фінансові ресурси, необхідні для існування Республіки, проте суттєвих успіхів на цьому ґрунті не набув.

### На еміграції
23 січня 1919 великий загін польського війська напав на Вислок. Після завзятої сутички поляки здобули перемогу.
Під час цих трагічних подій Пантелеймонові Шпильці вдалося уникнути смерті або арешту, проте історичні свідчення різняться щодо того, як саме Шпилька опинився на еміграції:
- на думку церковного історика д-ра Богуслава Праха, на той час о. Пантелеймон Шпилька перебував у справах на території Словаччини, і звідти на Лемківщину вже не повернувся[6];
- лемківський історик І. Гват повідомляє, що Шпилька «втік на Пряшівщину»[7];
- видання «Шематизм греко католицького духовенства апостольської адміністрації Лемківщини» Львівського видавництва 1936 року містить такий запис з історії села Вислока Вижнього:

|   | Сміливий єї [Республіки] творець, о. Пантелеймон Шпилька, опинився — враз з родиною, як еміґрант-біженець на Закарпатю, де дотепер перебуває. |
| — | |

Так чи інакше, по закінченні Другої світової війни Пантелеймон Шпилька опиняється у Реґенсбурзі, де була значна українська діаспора, а в місцевому таборі переміщених осіб протягом 1945-49 років утримувалися близько 5000 українців.
Там, у Реґенсбурзі, 12 серпня і 14 грудня 1945 року відбулися дві конференції греко-католицьких священників, у яких брав участь і П. Шпилька. Тоді було утворено Реґенсбурзький деканат, що мав опікуватися місцевими українськими греко-католиками. Шпилька, поряд з іншими священниками, виконував цю місію. Він працював тут катехитом.
Відвідувачі народної школи при таборі згадували о. Пантелеймона Шпильку з удячністю:

| "Тоді він вже був старшим та хворобливим чоловіком, але завжди лагідним та дбайливим"[2]. |
У 1949 році о. Пантелеймон емігрував до Канади, де став парафіяльним сотрудником у греко-католицькій церкві святого Михаїла міста Дофін у провінції Манітоба, а помер наступного року в місті Вінніпег.

## Твори
- Шпилька П. Визвольні змагання східної Лемківщини в 1918 році / о. Пантелеймон Шпилька // Лемківський Календар на 1967 рік. — Торонто; Пассейк, 1967.